# مساحة مستوية
المساحة المستوية (بالإنجليزية: Plane surveying)‏ هي ذلك الفرع من المساحة التي تبحث في رسم الخرائط وتمثيل سطح الأرض على أنه سطح مستو، خال من الكروية تمامًا، وتكون الخريطة في هذه الحالة هي المسقط الأفقي لهذا السطح ولذلك تستعمل في رفع المساحات الصغيرة أو المتوسطة.

## فروع المساحة المستوية

### مساحة تفصيلية أو تفريدية
وتهدف إلى بيان حدود الملكيات وتفاصيل المباني، وتسمى خراط تفريد المدن ويمكن أخذ القياسات منها، ولذلك يكون مقياس رسم الخرائط في هذه الحالة كبيراً (عادة يكون 1: 500 في المدن، و 1: 250 في الريف)، وتعرف هذه الخرائط باسم الخرائط التفصيلية أو خرائط فك الزمام.

### مساحة طبوغرافية
وتهدف إلى بيان معالم الطبيعة ومعالم الإنشاءات كالطرق والترع والسكك الحديدية والمباني وحدود البلاد وغير ذلك، كما تبين تضاريس سطح الأرض من حيث الارتفاع والانخفاض عن سطح البحر، ويكون مقياس الرسم في هذه الحالة متوسطا أي من (1: 50.000 إلى 1: 25000 عادة)، وتعرف هذه الخرائط باسم الخرائط الطبوغرافية.
كما تشمل تقسيم الأراضي ونقل كميات حفر وردم اتربة وحسابة حجومها ومسافاتها ومكان مركز الثقل وكل ذلك به قوانين تستخدمها المساحة للتمكن من حساب اقل تكاليف للإنشاء.